# Малий Павло Юрійович
Павло́ Ю́рійович Малий (нар. 10 січня 1988, Трускавець, Львівська область) — український футболіст. Колишній півзахисник «Фенікса-Іллічовця» з села Калініного.

## Кар'єра
Вихованець школи «Карпат» (Львів). Перші тренери — Іван Павлик і Василь Леськів. До «Ниви» (Тернопіль) перейшов перед початком сезону 2008/09. У складі тернопільської команди став кращим бомбардиром у Другій лізі сезону 2008/09 забивши 17 голів. До того виступав у чемпіонаті Львівської області за любительський ФК «Пустомити», який тренував Василь Леськів.
У березні 2010 року підписав контракт з «Феніксом-Іллічовцем».